# Championnat d'Angleterre de rugby à XV 2008-2009
Navigation
Guinness Premiership 2007-2008 Guinness Premiership 2009-2010
Le Championnat d'Angleterre de rugby à XV, qui porte le nom Guinness Premiership de son sponsor du moment, oppose pour la saison 2008-2009 les douze meilleures équipes anglaises de rugby à XV.
Le championnat débute le 6 septembre 2008 pour s'achever par une finale prévue le 16 mai 2009 au stade de Twickenham. Une première phase de classement voit s'affronter toutes les équipes en matches aller et retour. À la fin de cette phase régulière, les quatre premières équipes sont qualifiées pour les demi-finales et la dernière du classement est rétrogradée en National Division One. La saison se termine sur une phase de play-off avec des demi-finales et une finale pour l'attribution du titre. Cette saison, les Northampton Saints sont revenus au sein de l'élite et remplacent le club de Leeds Carnegie qui a été relégué en National Division One une saison seulement après l'avoir quittée.
L'équipe de Bristol Rugby est reléguée en seconde division dès la 20e journée après sa défaite face aux London Irish. Les places pour les demi-finales sont disputées jusqu'au bout de la phase régulière puisqu'à la veille de la dernière journée six équipes sont encore en course pour le dernier carré. Ce sont finalement les Sale Sharks et Gloucester Rugby qui manquent les play-off en terminant respectivement à la cinquième et à la sixième place. Dans la première demi-finale, les Leicester Tigers battent Bath Rugby dans un remake du quart de finale de la Coupe d'Europe. La seconde demi-finale voit s'affronter les deux clubs londoniens des London Irish et des Saracens. Les Irlandais de Londres gagnent la rencontre et gagnent le droit disputer le titre à Twickenham face aux Tigers. La finale est serrée et le jeu est fermé : un seul essai est marqué au cours du match par Jordan Crane. Leicester remporte la rencontre 10-9 et s'adjuge son huitième titre de champion.

## Liste des équipes en compétition
| - Bath Rugby - Bristol Rugby - Gloucester Rugby - Harlequins | - Leicester Tigers - London Irish - London Wasps - Newcastle Falcons | - Northampton Saints - Sale Sharks - Saracens - Worcester |

| Bath Bristol Gloucester Harlequins Leicester London · Irish Wasps Newcastle Northampton Sale Saracens Worcester |

## Résumé des résultats

### Classement de la phase régulière
| Rang | Club                   | J  | V  | N | D  | Bo | Bd | Pm  | Pe  | Diff | Pts |
| ---- | ---------------------- | -- | -- | - | -- | -- | -- | --- | --- | ---- | --- |
| 1    | Leicester Tigers       | 22 | 15 | 1 | 6  | 5  | 4  | 582 | 401 | +181 | 71  |
| 2    | Harlequins             | 22 | 14 | 1 | 7  | 5  | 3  | 519 | 387 | +132 | 66  |
| 3    | London Irish           | 22 | 12 | 1 | 9  | 7  | 9  | 551 | 386 | +165 | 66  |
| 4    | Bath Rugby             | 22 | 13 | 2 | 7  | 4  | 5  | 539 | 441 | +98  | 65  |
| 5    | Sale Sharks            | 22 | 13 | 0 | 9  | 5  | 5  | 447 | 410 | +37  | 61¹ |
| 6    | Gloucester Rugby       | 22 | 12 | 0 | 10 | 5  | 4  | 435 | 448 | -13  | 57  |
| 7    | Wasps RFC (T)          | 22 | 11 | 0 | 11 | 2  | 7  | 431 | 416 | +15  | 53  |
| 8    | Northampton Saints (P) | 22 | 10 | 1 | 11 | 2  | 5  | 443 | 434 | +9   | 49  |
| 9    | Saracens               | 22 | 9  | 0 | 13 | 3  | 8  | 437 | 447 | -10  | 47  |
| 10   | Newcastle Falcons      | 22 | 9  | 1 | 12 | 2  | 4  | 362 | 456 | -94  | 44  |
| 11   | Worcester Warriors     | 22 | 7  | 2 | 13 | 0  | 2  | 348 | 530 | -182 | 34  |
| 12   | Bristol Bears          | 22 | 2  | 1 | 19 | 1  | 6  | 299 | 637 | -338 | 17  |

¹Les Sale Sharks ont un point de pénalité pour avoir fait jouer un rugbyman non éligible lors de la 22e journée.
|  | Qualifiés pour la phase finale et la coupe d'Europe 2009-10 (no 1, no 2, no 3, no 4). |
|  | Qualifié pour la coupe d'Europe 2009-10 (no 5) car Leicester est allé plus loin dans l'édition 2008-09 que tous les clubs français du Top 14 et italiens du Super 10.                                                             |
|  | Qualifié pour la coupe d'Europe 2009-10 (no 6) en tant qu'équipe anglaise allée le plus loin dans la coupe anglo-galloise 2008-09                                                                                                 |
|  | Qualifié pour la coupe d'Europe 2009-10 (no 7) en tant que vainqueur du challenge européen 2008-2009. |
|  | Relégué en Guinness Championship pour la saison 2009-2010 (no 12). |
|  | T : Tenant du titre 2008 • P : Promu 2008 V : Victoires • N : Matches Nuls • D : Défaites • BO : Bonus Offensif • BD : Bonus Défensif • PP : Points Pour (marqués) • PC : Points Contre (encaissés) • Diff : Différence de points |

Attribution des points : victoire sur tapis vert : 5, victoire : 4, match nul : 2, défaite : 0, forfait : -2 ; plus les bonus (offensif : 4 essais marqués ; défensif : défaite par 7 points d'écart maximum).
Règles de classement : 1. Nombre de victoires ; 2.différence de points ; 3. nombre de points marqués ; 4. points marqués dans les matches entre équipes concernées ; 5. Nombre de victoires en excluant la 1re journée, puis la 2de journée, et ainsi de suite.

### Phase finale
Les quatre premiers de la phase régulière sont qualifiés pour les demi-finales. L'équipe classée première affronte à domicile celle classée quatrième alors que la seconde reçoit la troisième.
|  | Demi-finales                            | Demi-finales                       |                      |    | Finale                                      | Finale                                      |
|  | Demi-finales                            | Demi-finales                       |                      |    | Finale                                      | Finale                                      |
|  |                                         |                                    |                      |    |                                             |                                             |
|  | 2009 au Walkers Stadium, Leicester      | 2009 au Walkers Stadium, Leicester |                      |    | 16 mai 2009 au stade de Twickenham, Londres | 16 mai 2009 au stade de Twickenham, Londres |
|  | 2009 au Walkers Stadium, Leicester      | 2009 au Walkers Stadium, Leicester |                      |    | 16 mai 2009 au stade de Twickenham, Londres | 16 mai 2009 au stade de Twickenham, Londres |
|  | [1] Leicester Tigers                    | 24                                 |                      |    | 16 mai 2009 au stade de Twickenham, Londres | 16 mai 2009 au stade de Twickenham, Londres |
|  | [1] Leicester Tigers                    | 24                                 |                      |    | 16 mai 2009 au stade de Twickenham, Londres | 16 mai 2009 au stade de Twickenham, Londres |
|  | [4] Bath Rugby                          | 10                                 |                      |    | 16 mai 2009 au stade de Twickenham, Londres | 16 mai 2009 au stade de Twickenham, Londres |
|  | [4] Bath Rugby                          | 10                                 | [1] Leicester Tigers | 10 |                                             |                                             |
|  | 9 mai 2009 au Twickenham Stoop, Londres |                                    | [1] Leicester Tigers | 10 |                                             |                                             |
|  |                                         | [3] London Irish                   | 9                    |    |                                             |                                             |
|  | [2] Harlequins                          | [3] London Irish                   | 9                    | 0  |                                             |                                             |
|  | [2] Harlequins                          |                                    |                      | 0  |                                             |                                             |
|  | [3] London Irish                        | 17                                 |                      |    |                                             |                                             |
|  | [3] London Irish                        | 17                                 |                      |    |                                             |                                             |

## Résultats détaillés

### Résultats des matchs de la phase régulière

#### Tableau synthétique des résultats
L'équipe qui reçoit est indiquée dans la colonne de gauche.
| Clubs              | BAT   | BRI   | GLO   | HAR   | LEI   | LOI   | LOW   | NEW   | NOR   | SAL   | SAR   | WOR   |
| ------------------ | ----- | ----- | ----- | ----- | ----- | ----- | ----- | ----- | ----- | ----- | ----- | ----- |
| Bath Rugby         |       | 45-8  | 17-21 | 3-19  | 25-21 | 20-20 | 22-14 | 36-25 | 25-14 | 24-20 | 33-12 | 37-19 |
| Bristol Rugby      | 20-33 |       | 10-29 | 14-17 | 17-23 | 13-18 | 18-36 | 3-35  | 14-13 | 6-9   | 16-23 | 37-18 |
| Gloucester Rugby   | 36-27 | 39-10 |       | 24-20 | 8-20  | 23-21 | 24-22 | 39-23 | 33-10 | 24-17 | 22-16 | 6-13  |
| Harlequins         | 21-14 | 31-13 | 14-9  |       | 26-26 | 27-28 | 32-10 | 31-12 | 27-6  | 38-20 | 21-15 | 60-14 |
| Leicester Tigers   | 24-22 | 73-3  | 24-10 | 27-14 |       | 24-22 | 19-28 | 20-3  | 29-19 | 37-31 | 46-16 | 38-5  |
| London Irish       | 16-20 | 38-21 | 42-12 | 9-14  | 28-31 |       | 26-14 | 48-8  | 32-27 | 28-6  | 27-14 | 38-17 |
| London Wasps       | 23-27 | 21-19 | 34-3  | 24-18 | 36-29 | 21-16 |       | 12-6  | 9-5   | 13-12 | 33-24 | 10-11 |
| Newcastle Falcons  | 14-15 | 17-3  | 10-7  | 24-16 | 14-10 | 8-24  | 17-23 |       | 32-22 | 9-14  | 13-9  | 16-16 |
| Northampton Saints | 28-28 | 30-8  | 40-22 | 23-13 | 17-13 | 21-17 | 24-20 | 13-19 |       | 38-3  | 20-15 | 21-13 |
| Sale Sharks        | 23-16 | 32-13 | 23-9  | 28-6  | 27-13 | 14-8  | 31-3  | 25-32 | 24-18 |       | 18-15 | 9-17  |
| Saracens           | 20-16 | 37-13 | 21-25 | 21-24 | 13-16 | 16-13 | 19-14 | 44-14 | 26-12 | 24-23 |       | 23-6  |
| Worcester Warriors | 17-34 | 20-20 | 14-10 | 23-30 | 17-19 | 15-32 | 13-12 | 26-11 | 12-22 | 20-37 | 22-8  |       |

|  | Victoire à domicile |  | Match nul |  | Défaite à domicile |

#### Détail des résultats
Les points marqués par chaque équipe sont inscrits dans les colonnes centrales (3-4) alors que les essais marqués sont donnés dans les colonnes latérales (1-6). Les points de bonus sont symbolisés par une bordure bleue pour les bonus offensifs (quatre essais ou plus marqués), orange pour les bonus défensifs (défaite avec au plus sept points d'écart), rouge si les deux bonus sont cumulés.

### Demi-finales
| Date       | Lieu            | Équipe           | Score   | Équipe     | Spectateurs |
| ---------- | --------------- | ---------------- | ------- | ---------- | ----------- |
| 9 mai 2009 | Walkers Stadium | Leicester Tigers | 24 - 10 | Bath Rugby | 18 850      |

Points marqués
- Leicester Tigers : 3 essais de Dan Hipkiss (17e), Sam Vesty (38e) et Lewis Moody (69e); 3 transformations de Julien Dupuy (17e, 38e, 69e); 1 pénalité de Julien Dupuy (51e)
- Bath Rugby : 2 essais de Michael Claassens (46e) et Stuart Hooper (57e)

| Date       | Lieu      | Équipe     | Score  | Équipe       | Spectateurs |
| ---------- | --------- | ---------- | ------ | ------------ | ----------- |
| 9 mai 2009 | The Stoop | Harlequins | 0 - 17 | London Irish | 12 638      |

Points marqués
- London Irish : 2 essais de James Hudson (52e) et Mike Catt (75e); 2 transformations de Delon Armitage (52e, 75e); 1 pénalité de Delon Armitage (43e)

### Finale
| Équipes                 | Leicester Tigers - London Irish |
| Score                   | 10 - 9 (3 - 3) |
| Date                    | 16 mai 2009 |
| Stade                   | Twickenham, Londres |
| Spectateurs             | 81 601 |
| Arbitre                 | Wayne Barnes |
| Composition des équipes | |
| Leicester Tigers        | Titulaires : 15 Geordan Murphy (cap.), 14 Scott Hamilton, 13 Ayoola Erinle, 12 Dan Hipkiss, 11 Johne Murphy, 10 Sam Vesty, 9 Julien Dupuy, 8 Jordan Crane, 7 Ben Woods, 6 Craig Newby, 5 Ben Kay, 4 Tom Croft, 3 Julian White, 2 George Chuter, 1 Marcos Ayerza Remplaçants : 16 Benjamin Kayser, 17 Dan Cole, 18 Louis Deacon, 19 Lewis Moody, 20 Harry Ellis, 21 Matt Smith, 22 Tom Varndell                                             |
| London Irish            | Titulaires : 15 Peter Hewat, 14 Adam Thompstone, 13 Delon Armitage, 12 Seilala Mapusua, 11 Sailosi Tagicakibau, 10 Mike Catt, 9 Paul Hodgson, 8 Chris Hala'ufia, 7 Steffon Armitage, 6 Declan Danaher, 5 Bob Casey (cap.), 4 James Hudson, 3 Richard Skuse, 2 Danie Coetzee, 1 Clarke Dermody Remplaçants : 16 Alex Corbisiero, 17 James Buckland, 18 Gary Johnson, 19 Richard Thorpe, 20 Elvis Seveali'i, 21 Peter Richards, 22 Tom Homer |
| Points marqués          | |
| Leicester Tigers        | 1 essai de Jordan Crane (61e); 1 transformation de Julien Dupuy (61e); 1 pénalité de Julien Dupuy (17e) |
| London Irish            | 2 pénalités de Delon Armitage (49e, 72e); 1 drop de Peter Hewat (1e) |

## Statistisques

### Meilleurs réalisateurs

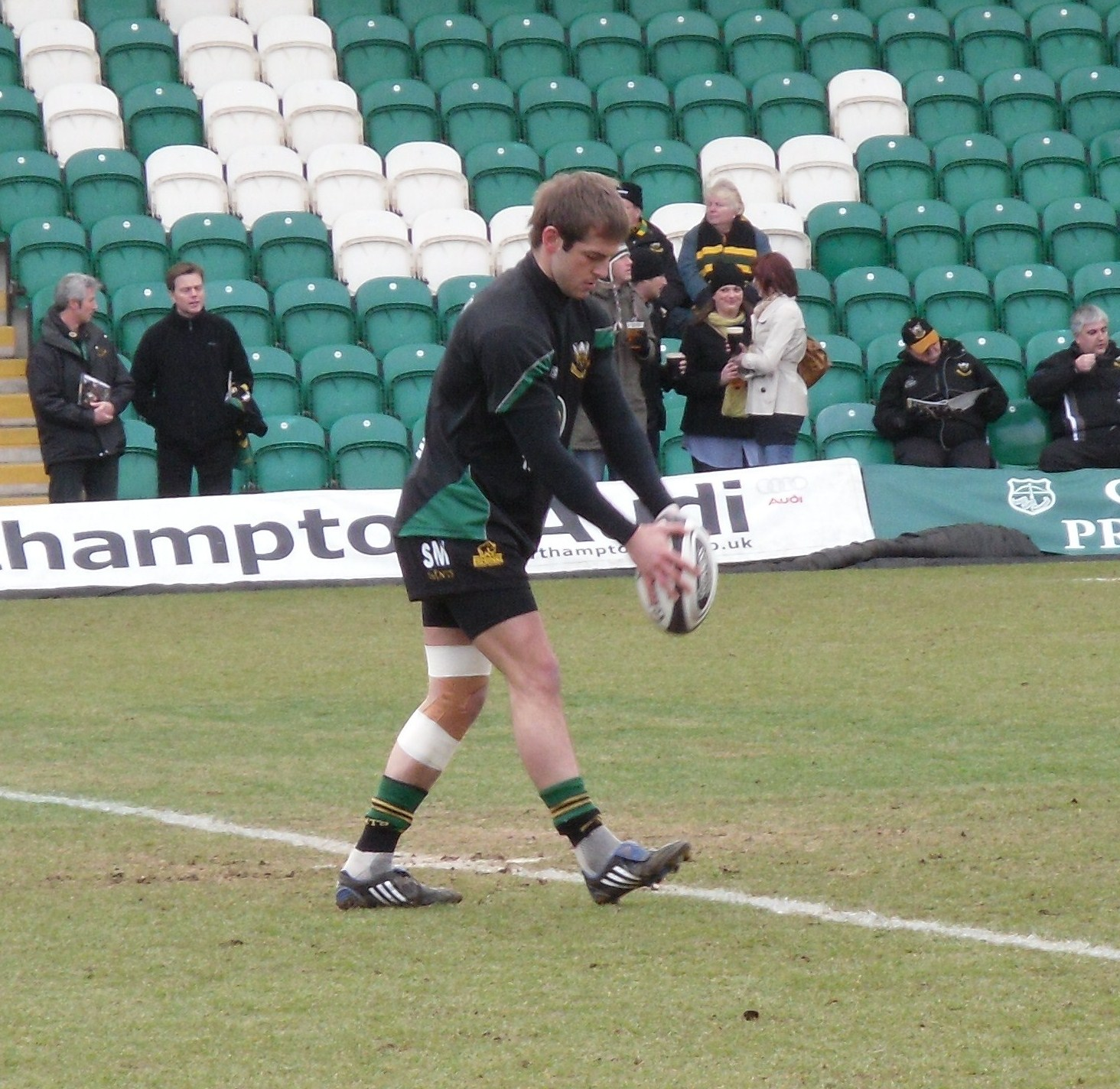
Stephen Myler (Northampton)
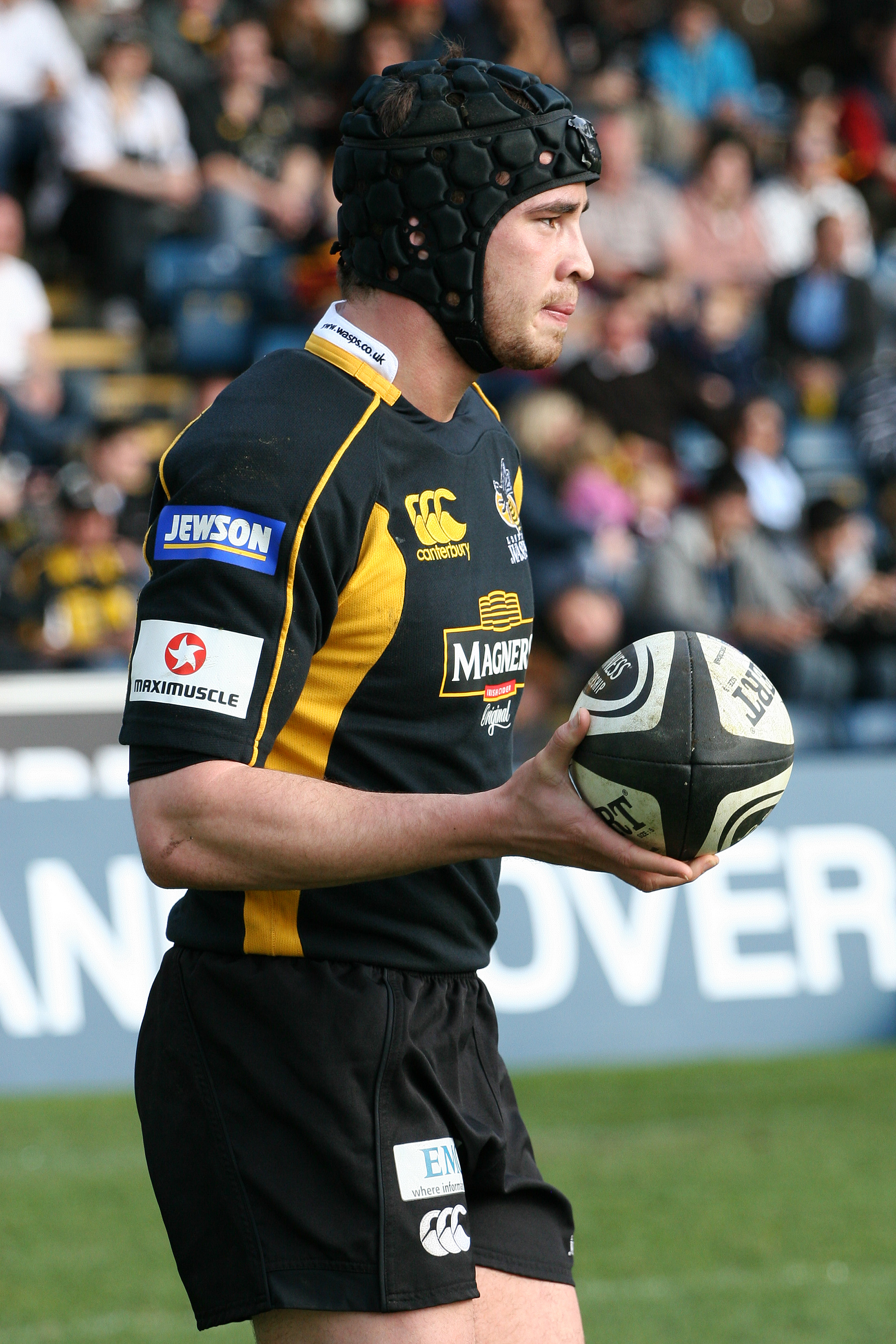
Danny Cipriani (Wasps)

| Rang | Joueur          | Club               | Points | Essais | Transf. | Pén. | Drops |
| ---- | --------------- | ------------------ | ------ | ------ | ------- | ---- | ----- |
| 1    | Glen Jackson    | Saracens           | 239    | 1      | 18      | 62   | 4     |
| 2    | Butch James     | Bath Rugby         | 212    | 2      | 35      | 44   | 0     |
| 3    | Charlie Hodgson | Sale Sharks        | 187    | 5      | 24      | 34   | 4     |
| 4    | Stephen Myler   | Northampton Saints | 158    | 0      | 19      | 38   | 2     |
| 5    | Peter Hewat     | London Irish       | 149    | 3      | 19      | 30   | 2     |
| 6    | Danny Cipriani  | London Wasps       | 146    | 1      | 12      | 38   | 1     |
| 7    | Nick Evans      | Harlequins         | 127    | 2      | 12      | 30   | 1     |
| 8    | Toby Flood      | Leicester Tigers   | 126    | 4      | 14      | 26   | 0     |
| 9    | Olly Barkley    | Gloucester Rugby   | 125    | 1      | 6       | 36   | 0     |
| 10   | Tom May         | Newcastle Falcons  | 112    | 5      | 15      | 18   | 1     |

### Meilleurs marqueurs

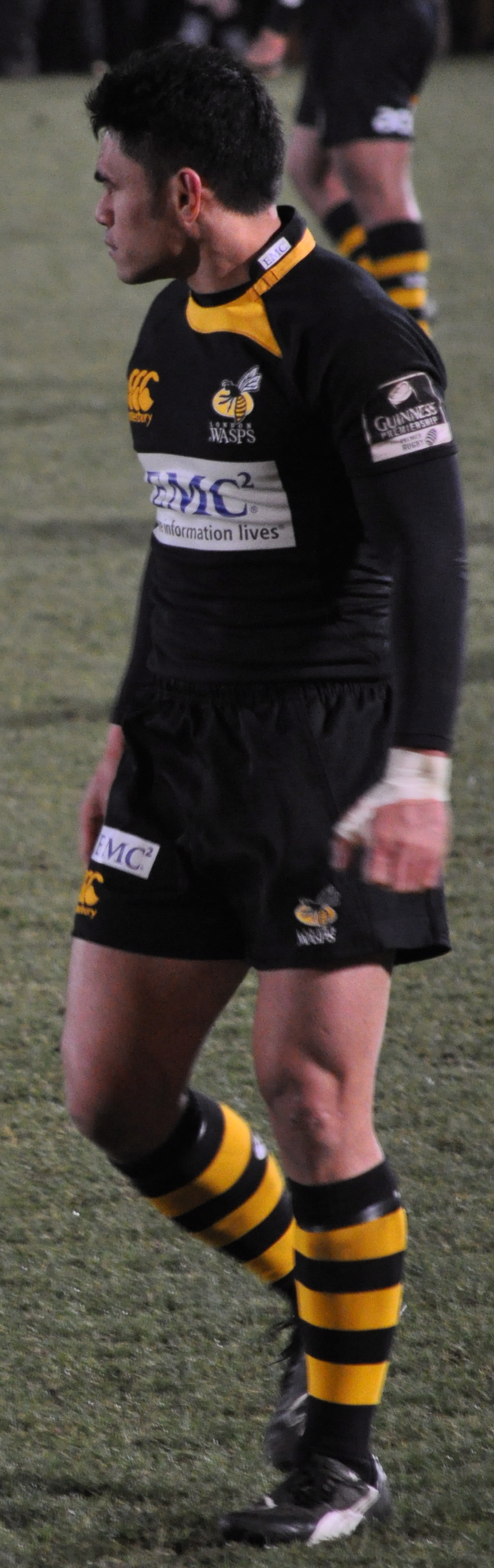
David Lemi (Bristol)
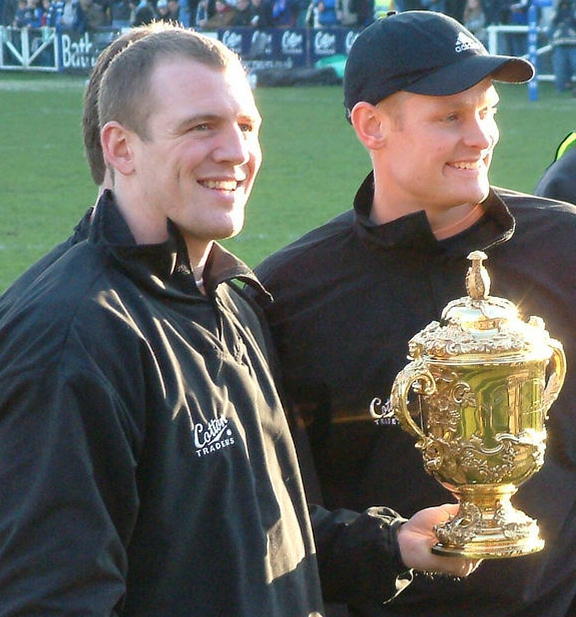
Iain Balshaw et Mike Tindall (Gloucester)

| Rang | Joueur       | Club               | Essais |
| ---- | ------------ | ------------------ | ------ |
| 1    | Joe Maddock  | Bath Rugby         | 11     |
| 2    | Mark Cueto   | Sale Sharks        | 9      |
| -    | Paul Diggin  | Northampton Saints | 9      |
| -    | David Lemi   | Bristol Rugby      | 9      |
| -    | Ugo Monye    | Harlequins         | 9      |
| 6    | Iain Balshaw | Gloucester Rugby   | 7      |
| -    | Olly Morgan  | Gloucester Rugby   | 7      |
| -    | Lee Robinson | Bristol Rugby      | 7      |
| -    | Johne Murphy | Leicester Tigers   | 7      |
| -    | Mike Brown   | Harlequins         | 7      |